# Chelidoperca occipitalis
Chelidoperca occipitalis là một loài cá biển thuộc chi Chelidoperca trong họ Cá mú. Loài này được mô tả lần đầu tiên vào năm 1973.

## Phân bố và môi trường sống
C. occipitalis có phạm vi phân bố nhỏ hẹp ở Tây Ấn Độ Dương. Loài này trước đây chỉ được mô tả dựa trên duy nhất một mẫu vật thu thập tại quần đảo Socotra ở Biển Ả Rập. Sư xuất hiện của loài này tại Pakistan, vịnh Oman và Kerala (Ấn Độ) được ghi nhận lần lượt vào năm 2003 và 2014. C. occipitalis sống ở độ sâu khoảng từ 190 đến 290 m.

## Mô tả
Mẫu vật của C. occipitalis thu thập tại Ấn Độ có kích thước khoảng 12,5 cm. Cơ thể thuôn dài. Đầu và thân có màu hồng cam với một sọc đen chạy từ nắp mang đến gốc vây đuôi. Phần bụng có 8 - 9 dải sọc trắng. Những đốm màu vàng trên vây lưng, vây đuôi và vây hậu môn, và cả trên các tia vây.
Số gai ở vây lưng: 10 (gai thứ 4 dài nhất); Số tia vây mềm ở vây lưng: 10; Số gai ở vây hậu môn: 3; Số tia vây mềm ở vây hậu môn: 6; Số gai ở vây bụng: 1; Số tia vây mềm ở vây bụng: 5; Số tia vây mềm ở vây ngực: 15; Số vảy đường bên: 44; Số lược mang: 8 - 12; Số đốt sống: 23.
Thức ăn của C. occipitalis có lẽ là các loài động vật giáp xác và sinh vật phù du.